# Zwijndrecht (Belgia)
Zwijndrecht este o comună din regiunea Flandra din Belgia. Comuna este formată din localitățile Zwijndrecht și Burcht. Suprafața totală a comunei este de 17,82 km². La 1 ianuarie 2008 comuna avea 18.421 locuitori. 
Zwijndrecht se învecinează cu comunele Anvers, Beveren și Kruibeke.

## Localități înfrățite
- Germania: Idstein;
- Țările de Jos: Zwijndrecht.